# Parque nacional Dularcha
Dularcha es un parque nacional en Queensland (Australia), ubicado a 80 km al norte de Brisbane.

## Datos
- Área: 1,38 km²
- Coordenadas: 26°46′36″S 152°57′40″E / -26.77667, 152.96111
- Fecha de Creación: 1921
- Administración: Servicio para la Vida Salvaje de Queensland
- Categoría IUCN: II